# Blepharis crinita
Blepharis crinita är en akantusväxtart som beskrevs av Raymond Benoist. Blepharis crinita ingår i släktet Blepharis och familjen akantusväxter. Inga underarter finns listade i Catalogue of Life.